# Джованни да Прочида
Джованни да Прочида (Иоанн Прочидский; около 1210—1292, Рим) — сицилийский политический деятель, медик, дипломат. Ему принадлежали острова Прочида, Трамонте, Кайино, а также барония Постильоне. Некоторыми историками считается идеологом и организатором «Сицилийской вечерни».

## Биография
Представитель знатного семейства, которое с XII по XIV века владело островом Прочида. Ещё в юности проникся идеями гибеллинов. Изучал медицину в салернской врачебной школе и достиг большого авторитета при дворе в качестве врача Фридриха II Швабского и наставника наследника престола, Манфреда.
После поражения в битве при Беневенто в 1266 году покинул Манфреда и поступил на службу к Карлу Анжуйскому. После падения Конрадина он пытался произвести переворот в свою пользу, но неудачно и был приговорён к изгнанию с конфискацией всех владений (1270). С этих пор его не покидала мысль о низвержении Анжуйской династии. Существует предположение, что у него с Карлом были личные счеты, вызванные оскорблением жены да Прочиды.
На протяжении многих лет да Прочида путешествовал по Европе, развернув серьёзную дипломатическую кампанию по восстановлению на неаполитанском престоле швабской династии и изгнанию анжуйцев с Апеннинского полуострова. В качестве противника Карла Анжуйского готовил план мести ему в течение двенадцати лет. Был особенно активен в Риме, Константинополе и Арагоне, длительное время служил королю Хайме I, а затем его сыну Педро III.
Когда арагонский король Педро, женатый на дочери Манфреда, в 1276 году унаследовал отцовский престол, да Прочида стал подстрекать его предъявить права на корону Сицилии. Его замыслам благоприятствовали дурное отношение к Карлу Анжуйскому со стороны папы Николая III и то, что Карл угрожал византийскому императору своими планами восстановить Латинскую империю. Для переговоров с Палеологами Прочида решился отправиться в Константинополь и по дороге заехал в Сицилию
Ход и развитие так называемого заговора Прочиды известны плохо. Среди историков нет единства относительно того, стал ли этот заговор прямой причиной «Сицилийской вечерни», произошедшей три года спустя. По некоторым оценкам, роль да Прочиды в этом деле ограничивалась возмущением Сицилии против Карла Анжуйского и посредничеством в сношениях Палеологов с королём Арагона.
Когда после «вечерни» Педро Арагонский был провозглашён королём Сицилии, да Прочида поспешил явиться в Сицилию, где 2 февраля 1283 года был назначен канцлером. Несмотря на преклонный возраст, вёл активную дипломатическую деятельность при различных европейских дворах с тем, чтобы убедить их признать арагонского короля законным правителем Сицилии. Скончался в Риме после завершения очередной дипломатической миссии.
В последующие века в Италии его фигура оценивалась в основном негативно. Только в эпоху Рисорджименто (XIX век) восприятие его личности несколько изменилось. Тогда его стали называть первым итальянским дипломатом в современном понимании этого термина. В 1817 году Джованни Николлини написал трагедию на материале биографии Джованни да Прочида.